# تریسیا اونیل
تریسیا اونیل (انگلیسی: Tricia O'Neil؛ زادهٔ ۱۱ مارس ۱۹۴۵) یک بازیگر سینما، و هنرپیشه اهل ایالات متحده آمریکا است.

## گزیده فیلمشناسی
از فیلم‌ها یا برنامه‌های تلویزیونی که وی در آن نقش داشته‌است می‌توان به آثار زیر اشاره کرد.
- پیرانا ۲: تخم ریزی
- تد و ونوس